# プラチナ (ポケットモンスターSPECIAL)
プラチナは、漫画『ポケットモンスターSPECIAL』に登場する架空の人物である。

## プロフィール
- 本名：プラチナ・ベルリッツ
- 性別：女
- 誕生日:10月27日(読書の日)
- 年齢：11歳(第7章前半)・12歳(第7章後半・第8章)
- 血液型 : A型
- 身長：153cm(第8章時点)
- 体重：39.5kg(第8章時点)
- 家族：父(ベルリッツ氏)、母（ヤナセ）
- 出身：シンオウ地方・マサゴタウン
- 趣味：読書、勉強、スロット
- 賞歴：シンオウ地方ポケモンジム全制覇
- 初登場：第338話 VSムックル
- 登場章：第7章・第8章・（第13章）
- 登場巻：30-40
- 持ち物：ポケモン図鑑（6代目）・赤のポケッチ・家紋のアクセサリー・きねんプリント×4・指輪×2・シールいれ・シンオウジムバッジ×8・フォーカスレンズ・自転車・アクセサリーケース・バトルレコーダー
- 代名詞：知る者
- 人気投票：11位（2011年）

## 人物
第7章の主人公の一人で、第8章ではメイン主人公。『ポケットモンスター ダイヤモンド・パール・プラチナ』の女の子主人公がモデル。フルネームは「プラチナ・ベルリッツ」。一人称は「私」。
シンオウ地方に200年以上続く大財閥にして学者の家系「ベルリッツ家」の令嬢で、超高級ホテルや最高級ブティック店を自分の所有物と言うほどの超セレブのお嬢様である。初対面であるダイヤが見とれるほどの美少女で、学者の娘だけあってポケモンを含めたあらゆる事物に関する知識が培われており、幼少期よりナナカマド博士の手伝いをする程の才女である。同時にこの膨大な知識を生かした分析能力により、バトルに限らず様々な状況で活路を見出している。その反面、読んだだけの知識がほとんどの為、自転車の乗り方やテレビ番組などを知らない世間常識に乏しい所がある。その世間知らずな面を嘘で誤魔化し、傲慢とも取れる態度を取ってしまうこともあり、周囲からの反発を招きやすいのが玉にキズである。
自分ではできないことも多く、例として作者によればホテルのメイク係にお金を渡して髪を結ってもらっているとのこと。父によれば、2人に出会うまではきちんと人に謝ったことがなかった。叱責などを受けると泣いたり感情的になることも多いが、その試練を乗り越えて得た技術を後の困難に生かしている。また、2人の漫才を護衛の訓練と思い込むなど天然ボケらしい一面も見せる。好奇心は強く、自分の知らない事は積極的に吸収し、本物の知識にしようと心掛けている。喜ぶと両腕を上下に振る癖がある。
生家のベルリッツ家に代々受け継がれてきた「ベルリッツ家を継ぐ者は、家紋を刻んだアクセサリーを作るため、その材料を自らテンガン山の山頂まで取りに行かねばならない」という伝統に挑戦する旅に出る。その護衛として父親からパカ&ウージを旅の同行の依頼をされていたが、入れ替わってやって来たダイヤとパールに出会い、2人を「同年代の旅行に見せかけたボディガード」と勘違いして、勝手に旅を始めてしまう。当初はバトル初心者だったが、各ポケモンジムを巡り特訓を重ねるうちに実力を高めていく。トバリシティを訪れた際にカジノのルーレットゲームにのめり込んだ結果動体視力が鍛えられ、ルーレットの目押しや障害物を避けての的確な攻撃を身につけた。
「下々の者に軽々しく名乗ってはいけない」というセバスチャンの言いつけにより、第7章当初は作中で「お嬢様」と呼ばれるが自分の名前を教えず、トバリシティを発つ辺りまでは2人の事も名前では呼ばなかった。ミオジムで真実を告げられ思わず拒絶し去ってしまうが、自身もミオシティに来るまで意地を張っていたことを反省し、自身の本名を告げると共にギンガ団との戦いの決意を示す。その後は、他の登場人物にも本名を名乗るようになる（なお、毎回ジムを追い出され覗き見ていた2人にはよく聞こえていなかったが、ジム戦では名を名乗っている）。
『ポケットモンスター ダイヤモンド・パール・プラチナ』の女の子主人公を元にしたキャラクターだが、「靴下がニーソ丈まで伸びている」「両手にパールの指輪とダイヤの指輪」「後ろに結んだ一房だけ髪が他より長くなっている」「目つきが鋭い」など、デザインに細かい違いが見られる。

## 劇中での活躍
第7章(ダイヤモンド・パール編)
クロガネシティで、ポケモンジムの存在を知り、ジム挑戦を決意。以降、シンオウ地方の各ジムを巡ってジムリーダーを撃破していく。しかし、旅の途中でシンオウ地方で暗躍する組織「ギンガ団」に身代金目当てで狙われるようになる。
父・ベルリッツ氏とナナカマド博士がミオシティで行方不明になったニュースを聞き、ミオシティに向かうがそこで2人が本当の護衛ではないことを知る。初めは自分を偽っていた2人を軽蔑するが、ギンガ団によってシンオウ地方の3つの湖に住む3匹の伝説のポケモンが奪われ、2人が危害に遭うという夢を見て、改めてギンガ団に立ち向かう事を決意する。
3人で相談した結果、自身はエイチ湖を目指しキッサキシティに向かう。途中で遭遇したジムリーダーのスモモ・スズナと共に、ギンガ団幹部・ジュピターに挑むが敗北し、ユクシーを捕獲されてしまった。実力不足を痛感し、シンオウ最強のジムリーダーと称されるデンジに修業を依頼、稽古をつけてもらう。その後、3匹を取り戻す為にギンガトバリビルに侵入し、合流したダイヤ・パールと図鑑を引き替えに湖の3匹を解放した。その後、ギンガ団の最後の作戦を阻止する為にやりの柱へ向かい、ジムリーダー達やチャンピオン・シロナの協力もあり、ギンガ団BOSS・アカギの野望を阻止した。同時に旅の本来の目的であった家紋を刻んだアクセサリーを作った。
第8章(プラチナ編)
やりの柱での戦い後、パカ&ウージを助ける為の情報を得るために、シンオウ地方のバトルフロンティアに挑戦する事になり、拠点としてリゾートエリアに別荘を購入（以前はホウエン地方のリーグチャンピオンであったダイゴが所有者だった）。国際警察捜査官・ハンサムと共に「やぶれた世界」の手がかりを探る為のバトルフロンティアへの挑戦と、未だ活動を続けるギンガ団の捜査も並行して行う。バトルルーレットでは、トバリのゲームコーナーで鍛えた目押し打ちで有利にバトルを進める。
またバトルルーレットでは手持ちポケモンと敵として戦わざるを得ない状況や、手持ちポケモンが使えないバトルファクトリーでも知識を生かして戦い抜く。後半、クロツグ達と共にやぶれた世界へ突入。目的のパカ&ウージと邂逅し、伝説のポケモンを操るプルートを追い詰め、事件を解決した。
第13章（オメガルビー・アルファサファイア編）
センリの回想にて、かつてレックウザを補角、研究していた施設の出資者としてベルリッツ家が紹介された時に両親と共に登場している。台詞は無く、姿が出ていないが台詞だけ登場のダイヤ・パールとは対になっている。

## 所有ポケモン
手持ちは、第8章（第440話現在）時のメンバーである。ポケモンにニックネームはつけていない（歴代図鑑所有者の女性主人公では初）。
ジム戦の時にはダイヤのるー・べー、パールのサルヒコ・ペラヒコを借りて挑むこともあった。第8章では、「ポケルス」が付いており、最終局面では全員が強くなっていた。
エンペルト
- ポッチャマ♀→ポッタイシ♀→エンペルト♀ Lv.68
- 特性：げきりゅう 性格：まじめ 個性：ちょっとおこりっぽい
- 技："アクアジェット"・"あわ"・"しんくうは[1]"・"つつく"・"ドリルくちばし"・"なきごえ"・"ハイドロポンプ"・"はたく"・"ふぶき"・"みずのはどう"・"メタルクロー"・"れいとうビーム"
- 初登場：第338話 VSムックル

ナナカマド博士から貰った初めてのポケモン。プラチナに似てプライドが高く、他人から物を貰うのを拒む。ポッチャマの時はクロガネ炭鉱でこれまでの戦いで活躍できなかったことを気にしており、野生ポケモンの群れと1匹で戦うも、プラチナを守れず、再びプライドが傷つくが、クロガネシティでヒョウタとのジムバトルでプライドを取り戻した。
稽古とジム戦を経てハクタイシティでポッタイシに進化後は幅広く技を覚え、様々な応用が利くようになる。ヨスガシティでは、♀らしくポケモンコンテストに興味を持ち、「かっこよさ部門」で他の参加者からの妨害に遭いながらも、見事優勝し「クールリボン」を手に入れた。
トバリデパートのトレーニング器具を使ってエンペルトに進化した後は、ジュピターとの戦いで敗れたものの、ジム戦やバトルフロンティアで活躍している。
ギャロップ
- ポニータ♂→ギャロップ♂ Lv.59
- 特性：もらいび 性格：ひかえめ 個性：かんがえごとがおおい
- 技："だいもんじ"・"ねむる"・"まもる"
- 初登場：第338話 VSムックル

プラチナをいつも背中に乗せていて、時には彼女を守ることもある。ポニータの時は移動用の為にあまり戦闘向きではなく、ヨスガまでの3つのジム戦では、まともに技を繰り出せないまま一方的に攻撃されてダウンしていた。
トウガンとの戦いでプラチナの怒り（誤解）が伝わってドータクン2匹を一撃で倒しており、その翌日ギャロップに進化。キッサキシティのジム戦でも最終的に勝利した。
ミミロップ
- ミミロップ♀ Lv.51
- 特性：メロメロボディ 性格：おっとり 個性：ものおとにびんかん
- 技："いやしのねがい"・"きあいだま"・"とびげり"・"ピヨピヨパンチ"
- 初登場：第388話 VSユキメノコ

ダイヤとパールと別れた後に新たに捕獲し、キッサキジム戦では「新顔さん」と呼ばれていた。
身軽な動きを活かした戦いをする他、サポート系の技も充実しており、キッサキジム戦は"いやしのねがい"で、キャッスルバトラー・コクラン戦では"ピヨピヨパンチ"の混乱状態と特性「メロメロボディ」のコンボにより、勝利への活路を見出した。
パチリス
- パチリス♀ Lv.53
- 特性：にげあし 性格：きまぐれ 個性：こうきしんがつよい
- 技："とっておき"・"ゆうわく"
- 初登場：第413話 VSディアルガ・パルキアⅢ

やりの柱でデンジからスモモを介して託されたが、直後にパルキアの攻撃でボールスイッチが壊れた為、その場での出番はなかった。
第8章では、チェリムと共にプルートのヤドキングを倒す活躍を見せた。
ユキメノコ
- ユキメノコ♀ Lv.60
- 特性：ゆきがくれ 性格：れいせい 個性：とてもきちょうめん
- 技："こおりのつぶて"・"めざましビンタ"
- 初登場：第388話 VSユキメノコ

やりの柱でスズナから託されたが、直後にパルキアの攻撃でボールスイッチが壊れた為、その場での出番はなかった。
第8章ではバトルステージで169試合を勝ち抜き、更にステージマドンナ・ケイトのカイリューに勝利した。
チェリム
- チェリム♀ Lv.49
- 特性：フラワーギフト 性格：すなお 個性：おっちょこちょい
- 技："くさむすび"・"ソーラービーム"
- 初登場：第347話 VSロズレイドⅡ

やりの柱でナタネから託されたが、直後にパルキアの攻撃でボールスイッチが壊れた為、その場での出番はなかった。なお、ゲーム版と同じく基本的な姿は「ネガフォルム」となっている。
ナタネの手持ちの時はチェリンボであり、やりの柱でギンガ団と戦い、後にチェリムに進化した様子。
第8章では、太陽の光を感じ取って「ポジフォルム」となり、ギラティナが作り出した「やぶれた世界」からの出口を突き止めた。

### 一時手持ち
むー
- マンムー♂

キッサキシティを訪れた際に、スズナの勧めからダイヤの為に捕まえた。ギンガトバリビルでの合流後ダイヤに手渡す。
ぎー
- レジギガス

第8章において、クロツグによってキッサキ神殿に放たれた個体が、ジュピターに敗北し神殿に避難したプラチナ・スモモ・スズナを確認後、いつの間にかボールに入りプラチナの荷物に紛れ込んでいた。
その後、ディアルガ・パルキアとの戦闘時に再登場し、シンオウを守るべくダイヤを主人と認め2匹の動きを食い止めた。騒動後も彼らと共に傷ついたジムリーダーの介抱などを行う。

### バトルフロンティアで使ったポケモン
トゲキッス（ダリア）
- 技："エアスラッシュ"・"サイコキネシス"・"はかいこうせん"・"はどうだん"

バトルルーレットの交換で使用。
チャーレム♀（ダリア）
- 特性：ヨガパワー

バトルルーレットの交換で使用。プラチナの意思を聞いたダリア側になったエンペルト達に戦うオーラを見た。
ルンパッパ（ダリア）
- 技："たきのぼり"

バトルルーレットの交換で使用。
ベトベター（レンタル）
バトルファクトリーで使用。第2周6試合目通算3戦目の勝利後、ユンゲラーとのトレードで手放す。
ハリーセン（レンタル）
- 特性：どくのトゲ
- 技："ころがる"・"どくびし"・"ミサイルばり"・"みちづれ"

バトルファクトリーで使用。
ドゴーム（レンタル）
- 特性：ぼうおん
- 技："ふみつけ"・"ほえる"

バトルファクトリーで使用。
ユンゲラー（レンタル）
- 技："きあいパンチ"・"サイコカッター"・"ドレインパンチ"・"ミラクルアイ"

バトルファクトリーで使用。ネジキ戦でバンギラスとリングマを倒す。